# Felix-Heinrich Gentzen

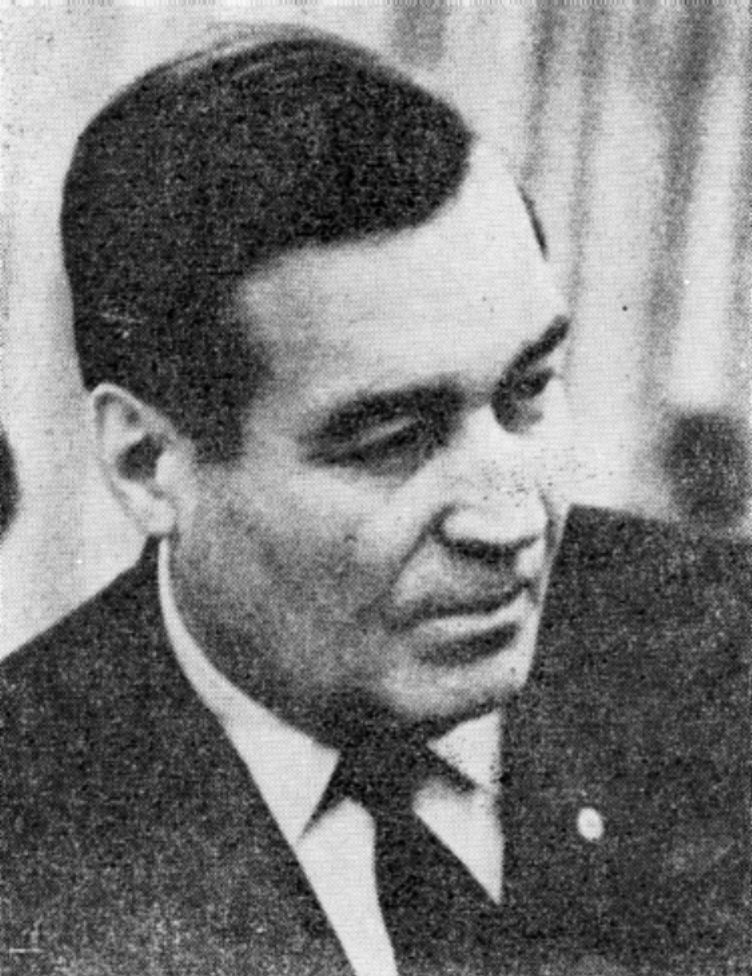
Felix-Heinrich Gentzen, vor 1961

Felix-Heinrich Gentzen (* 19. Mai 1914 in Rastenburg; † 2. August 1969 in Halle (Saale)) war ein deutscher Historiker.

## Herkunft und Kriegsdienst
Felix-Heinrich Gentzen war der Sohn des Architekten Felix Gentzen, der seit 1929 der NSDAP angehörte. 1932 bestand Felix-Heinrich die Prüfung zum Abitur und bewarb sich noch im gleichen Jahr als Offiziersanwärter bei der Reichswehr. Zum inneren Bruch mit dem NS-Regime kam es bei ihm, als er erfuhr, dass sein Vater nicht den Ariernachweis vorlegen konnte. Vor 1801 waren in seiner Familie jüdische Vorfahren nachgewiesen worden. Sein Vater, ein unbedingter Anhänger des NS-Regimes, erhielt von Adolf Hitler am 22. Juli 1939 persönlich die Erlaubnis, in der NSDAP weiterhin die Mitgliedschaft zu behalten.
Gentzen erlangte in der Wehrmacht den Dienstgrad eines Hauptmanns und befehligte eine Beobachtungsabteilung an der Ostfront. 1943 geriet er in sowjetische Kriegsgefangenschaft. Wie es im Nachruf 1969 in der Zeitschrift für Geschichtswissenschaft hieß, konnte Gentzen „erst nach schweren Prüfungen“ eine neue politische Orientierung erlangen. Er arbeitete beim Nationalkomitee Freies Deutschland mit und besuchte die zentrale Antifa-Schule in Krasnogorsk.

## Heimkehr und Studium
In der zweiten Jahreshälfte von 1945 kam er in die damalige Sowjetische Besatzungszone. Von August 1945 bis zum Februar 1946 leitete er das Volksbildungsamt im Saalkreis.
Im Jahre 1946 arbeitete er auch bei der Volkszeitung in Halle als Redakteur mit. Beim FDGB des Landesvorstandes von Sachsen-Anhalt übernahm er die Leitung der Kulturabteilung. In Halle hielt er als Dozent Vorträge zum Aufbaustudium in den Fächern Geschichte und Gegenwartskunde im Rahmen der Arbeiter-und-Bauern-Fakultät.
Von 1946 bis 1949 nahm er ein Studium an der Martin-Luther-Universität Halle-Wittenberg in den Fächern Russisch, Germanistik und Geschichte auf, welches er mit dem Staatsexamen abschloss. Vorlesungen in osteuropäischer Geschichte hörte er bei dem österreichischen Historiker Eduard Winter. Am 24. November 1948 gab Winter eine Beurteilung zu den Fähigkeiten Gentzens ab, in der er seinen Fleiß und ein selbständiges wissenschaftliches Urteil bescheinigte. Kaiser, dem der Text des Originals dieser Beurteilung vorlag, zitiert einen offensichtlich von Winter durchgestrichenen Satzteil, in dem er sich abfällig über die von Gentzen zu erwartenden Leistungen als Historiker äußerte.

## Lehrtätigkeit
Am 16. Februar 1950 erlangte Gentzen seine Promotion bei Walter Markov und Eduard Winter mit dem Thema Preußen und Polen im Schatten der großen bürgerlichen Revolution. Im Staatssekretariat für das Hochschulwesen der DDR arbeitete er in Berlin von 1950 bis 1952. Anschließend hielt er Vorlesungen über die Geschichte der Sowjetunion an der Friedrich-Schiller-Universität bis zum Jahre 1956 in Jena. Im Jahre 1956 erlangte er am 27. Juni die Habilitation mit dem Thema Großpolen im Januaraufstand. Das Großherzogtum Posen 1858–1864, die auch 1958 als Veröffentlichung erschien.
Im gleichen Jahr lehrte er an der Karl-Marx-Universität Leipzig (KMU Leipzig) das Fach der Geschichte Osteuropas. Dort wurde er auch im Jahre 1960 zum Professor mit dem Lehrauftrag für das Gebiet der Geschichte Polens ernannt. Am Institut für Geschichte der europäischen Volksdemokratien erhielt er im September 1965 den Lehrauftrag und die Leitung der Abteilung Volksrepublik Polen. Am Institut für internationale und westdeutsche Fragen wurde er mit dem vollen Lehrauftrag im Februar 1969 beauftragt.
Am 2. August 1969 verunglückte er bei einem Verkehrsunfall tödlich.

## Historische Arbeiten
Gentzen gehörte zu den ersten marxistisch orientierten Historikern in der DDR. 
Anfangs widmete er sich einer Begründung der Westgrenze Polens durch die sogenannte Oder-Neiße-Linie. Am 6. Mai 1953 hielt er auf der Konferenz Über das Gesetz der unbedingten Übereinstimmung der Produktionsverhältnisse mit dem Charakter der Produktivkräfte der Fachschaft Geschichte der Universität Jena das Eingangsreferat. Der Historiker Wolfgang Schumann bezog sich in seinem Referat direkt auf das Thema von Gentzen.
Danach wurde die Geschichte von Polen in der Neuzeit der Schwerpunkt seiner Arbeiten. Infolge dieser Arbeiten wurde er auch Mitglied der Deutsch-Polnischen Historikerkommission. In den letzten Jahren griff er in Veröffentlichungen die Vertreter der Ostforschung an. Diese Forschungsrichtung wurde dabei wegen ihrer Vorläufer und Wurzeln im NS-Regime als ein Mittel des politischen Revanchismus verdächtigt, die staatlichen Verhältnisse im Osten Europas nicht anzuerkennen.
In seiner Arbeit über den Bromberger Blutsonntag befasste sich Gentzen mit den angegebenen Zahlen der tödlich verletzten Volksdeutschen, die der Ministerialdirigent und Leiter der Unterabteilung I Ost im Reichsinnenministerium, Georg Hubrich, am 7. Februar 1940 an die Oberpräsidenten von Königsberg und Breslau sowie an mehrere Regierungspräsidenten in den deutschen Ostprovinzen über Telegramme bekannt gab. Danach seien in den ersten Wochen des Krieges gegen Polen 12.587 Volksdeutsche von Polen getötet worden.
Gentzen bezog sich in seinen Angaben auf eine Gräberkartei, die von deutscher Seite geführt wurde und das Datum vom 25. Februar 1942 anführte. Diese Kartei befand sich in Poznań im Instytut Zachodni. Als Quelle für die Auswertung der Kartei gab Gentzen die Arbeit von K.M. Pospieszalski Sprawa 58 000, Documenta Occupationis, Bd. VII, Poznań 1959, an. In der Bilanz dieser Auswertung gab es 3.479 tote und vermisste Volksdeutsche, von denen etwa 600 bei Kämpfen oder Untergrundtätigkeiten im September 1939 gefallen oder von polnischen Feldgerichten zum Tode verurteilt wurden. In 185 Fällen wurden Todesursachen auf den Karteikarten angegeben, die auf tödliche Verwundungen aufgrund von Waffeneinwirkungen bei Luftangriffen oder sonstigen Kriegseinwirkungen wie Erkrankungen hinwiesen. Viele Karten davon gaben auch keine direkten Todesursachen an.
In den Jahren von 1959 bis 1969 arbeitete er als Herausgeber vom Jahrbuch für die Geschichte der deutsch-slawischen Beziehungen und Geschichte Ost- und Mitteleuropas und dem  Jahrbuch für die Geschichte der UdSSR und der volksdemokratischen Länder Europas mit.

## Familie
Felix-Heinrich Gentzen war zweimal verheiratet. Aus der ersten Ehe hatte er einen Sohn und aus der zweiten einen Sohn, der frühzeitig verstarb, sowie zwei Töchter.

## Schriften
- Die westpolnischen Gebiete als historische Gebiete Polens. In: Einheit. Heft 4, Berlin 1952, S. 367–380.
- Marx und Engels über die polnische Krise des Jahres 1863. In: Wissenschaftliche Zeitschrift der Friedrich-Schiller-Universität Jena. 2. Jahrgang, 1952/1953, u.s. Reihe Nr. 3, S. 35–43.
- Karl Marx über Polen. In: Zeitschrift für Geschichtswissenschaft. Heft 3, Berlin 1953, S. 310–344.
- Eingangsreferat zu der Konferenz Über das Gesetz der unbedingten Übereinstimmung der Produktionsverhältnisse mit dem Charakter der Produktivkräft. In: Zeitschrift für Geschichtswissenschaft. Heft 4, Berlin 1953, S. 620–627.
- Historische Betrachtungen zur Oder-Neiße-Friedensgrenze. In: Einheit. Nr. 9, Berlin 1955, S. 893–900.
- Die „Ostforschung“ westdeutscher Historiker – eine Hetze gegen die Sowjetunion und Volkspolen. In: Einheit. Nr. 12, Berlin 1955, S. 1214–1222.
- mit Fritz Klein, Joachim Streisand: Neue polnische Geschichtswissenschaft – Aufsätze und Studien. Berlin 1956.
- Deutschland und Polen – Ein Überblick über die deutsch-polnischen Beziehungen. Leipzig, Jena 1956.
- Der Posener Schulstreik 1906/1907. In: Jahrbuch für Geschichte der deutsch-slawischen Beziehungen und Geschichte Ost- und Mitteleuropas. Band 2. Halle 1958.
- Die „Ostforschung“ – ein Stoßtrupp des deutschen Imperialismus. In: Zeitschrift für Geschichtswissenschaft. Heft 6, Berlin 1958, S. 1181–1220.
- Die historische Bedeutung der Oder-Neiße-Grenze. In: Deutsches Institut für Zeitgeschichte (Hrsg.): Polen, Deutschland und die Oder-Neiße-Grenze. Berlin 1959, S. 17–26.
- Großpolen im Januaraufstand – Das Großherzogtum Posen 1858–1864. Berlin 1958.
- mit R. Goguel, G. Schilfert, K. Piwarski, G. Schilfert, E. Seeber, J. Kalisch: Polen, Deutschland und die Oder-Neiße-Grenze. Berlin 1959.
- mit J. Kalisch: Das Vorspiel. In: Basil Spiru (Hrsg.): September 1939. Berlin 1959.
- Rola niemieckiego Zwiazku Marchii Wschodnich (Ostmarkenverein) w tworzeniu V kolumny niemieckiego imperializmu w Polsce i przygotowaniu II wojny swiatowej (deutsch: Die Rolle des deutschen Bundes der Ostmarken (Ostmarkenverein) bei der Bildung einer fünften Kolonne des deutschen Imperialismus in Polen und der Vorbereitung des Zweiten Weltkrieges). Poznań 1959.
- Ostforschung als Waffe des psychologischen Krieges – Bemerkungen zu dem westdeutschen Buch „Schicksalsfragen der Gegenwart“. In: Deutsche Außenpolitik. Nr. 6, Berlin 1959, S. 657–663.
- Die Polenpolitik der westdeutschen SPD-Führung nach 1945. In: Jahrbuch für Geschichte der UdSSR und der volksdemokratischen Länder Europas. Band 3. Berlin 1959, S. 80–90.
- mit E. Wolfgramm: Ostforscher – Ostforschung. Berlin 1960.
- Zur Geschichte des deutschen Revanchismus in der Periode der Weimarer Republik. In: Jahrbuch für Geschichte der UdSSR und der volksdemokratischen Länder Europas. Band 4. Berlin 1960.
- Der Januaraufstand 1863 und die beiden Konzeptionen der deutschen Polenpolitik. In: Zeitschrift für Geschichtswissenschaft. Heft 11, Berlin 1963, S. 1129.
- mit Adam Galos, Witold Jakobczyk: Die Hakatisten – Der Deutsche Ostmarkverein (1894–1934). Berlin 1966.
- Rola rzadu niemieckiego w dziele budowy niemieckich organizacji mniejszosciowych na terenach zwróconych Polsce 1919–1922 (deutsch: Die Rolle der deutschen Regierung beim Aufbau deutschen Minderheitsorganisationen in den an Polen zurückgegebenen Gebieten 1919–1922). Warschau 1966.
- Die Umerziehung der Bevölkerung der Sowjetischen Besatzungszone Deutschlands und der DDR im Geiste freundschaftlicher Beziehungen zum neuen Polen (1945–1952). In: Jahrbuch für Geschichte der sozialistischen Länder. Band 13/1, Berlin 1969, S. 111–142.